# Giangurgolo
Giangurgolo è una maschera calabrese della commedia dell'arte. Secondo alcuni studiosi il suo nome deriverebbe da Gianni Boccalarga o Gianni Golapiena, caratterizzandone così subito le peculiarità: persona di molte chiacchiere, di grande ingordigia e fame.

## L'origine della maschera
L'origine di questa maschera è incerta, ma le fonti letterarie sulle rappresentazioni di Giangurgolo dicono che esso sarebbe nato a Napoli. Risale al 1618 la notizia di un attore, Natale Consalvo, che, a Napoli, lavorava nelle vesti di Capitan Giangurgolo. La maschera sarebbe nata da una persona realmente esistita a Catanzaro. Secondo tale opinione, dal punto di vista etimologico Giangùrgolo significherebbe “Gianni l'ingordo”, per la sua caratteristica distintiva: l'ingordigia. La sua storia inizia nel convento delle Suore di Santa Maria della Stella, dove nacque il 24 giugno 1596. Il nome deriverebbe da Giovanni, in onore del Santo del giorno del suo ritrovamento. La leggenda narra che nei boschi egli cerca di salvare uno spagnolo aggredito da briganti, che nonostante tutto muore. In segno di riconoscenza però in punto di morte nomina Giovanni suo erede, consegnandogli, oltre alle sue ricchezze, una lettera che contiene il modo per salvare la città. Allora Giovanni tramuta il suo nome in Alonso Pedro Juan Gurgolos, in onore dello spagnolo, ed inizia la sua personale lotta contro l'occupazione spagnola. Giovanni si organizza con un carrozzone da teatro col quale, insieme ad alcuni suoi amici, propone spettacoli satirici incitando il popolo alla rivolta. Una condanna a morte lo costringerà a trasferirsi in Spagna, ma successivamente, tornato a Catanzaro, ritrova l'amico di teatro Marco, malato di peste, e per un abbraccio tra i due la malattia viene trasmessa anche a Giangurgolo che muore.
Successivamente la maschera di Giangurgolo fu importata a Reggio ed in Calabria per mettere in ridicolo le persone che imitavano i cavalieri siciliani "spagnoleggianti", infatti intorno alla metà del XVII secolo quando la Sicilia fu data ai Savoia vi fu una massiccia migrazione di nobili spagnoli siciliani verso la città di Reggio dall'altra parte dello Stretto, e la maschera sarebbe stata dunque adattata a questi nobili siciliani decaduti, diventando la maschera tradizionale della regione. Godette subito di grande considerazione nell'ambito della commedia dell'Arte tanto da essere rappresentata nei più grandi teatri italiani al pari delle maschere oggi considerate maggiori: Pulcinella, Arlecchino ecc. Ha un naso enorme e una spada altrettanto smisurata che pende su un fianco, indossa un alto cappello a cono, un corpetto stretto e soprattutto i pantaloni a sbuffo a strisce gialle e rosse, particolare significativo che riproduce i colori d'Aragona. La maschera dunque rappresenta uno scherzo della città verso i dominatori aragonesi e spagnoli.
Il nome Giangurgolo deriverebbe dalle parole:

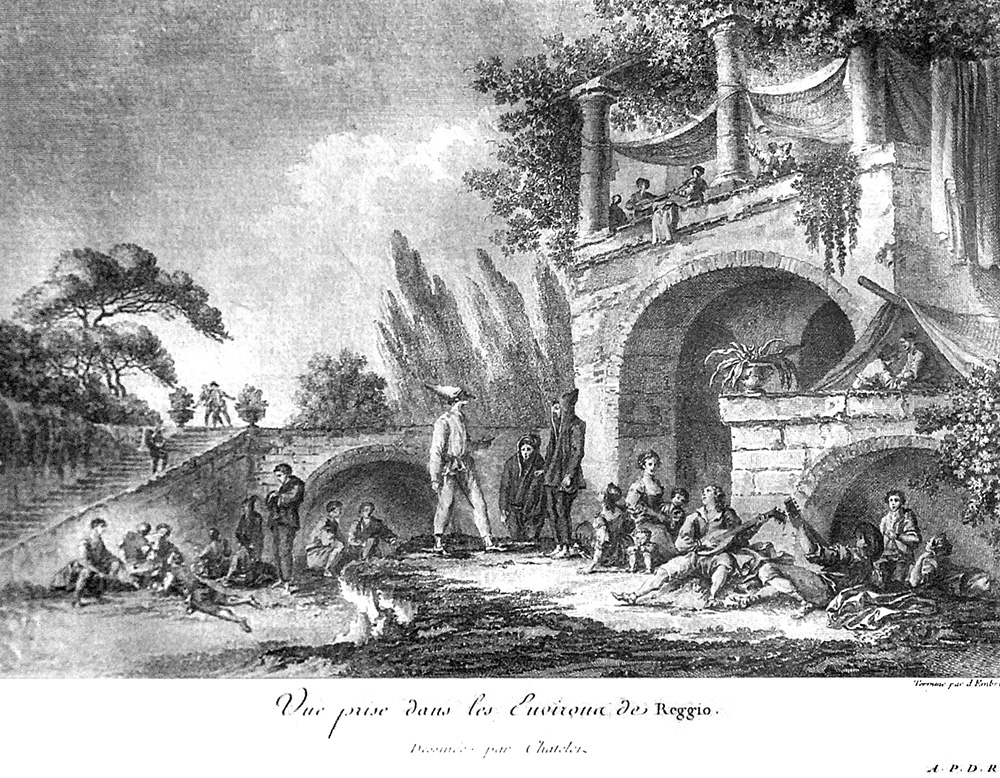
Un'incisione di Jean-Claude Richard de Saint-Non che descrive "i dintorni di Reggio" in cui appare "Giangurgolo" in una scena della commedia dell'arte nei pressi della città.

- Gian = Zanni, un tipico personaggio della commedia dell'Arte che presenta diverse varianti in Italia, una tra tutte Giangurgolo appunto. Della parola Zanni rimane infatti ancora oggi traccia nel dialetto reggino, nell'uso di espressioni come "fari u Zannu" o "fari i Zanni", che vuol dire "fare uno scherzo", "fare degli scherzi", o ancora l'espressione "Zanniare" che vuol dire "scherzare" appunto. Troviamo un altro riferimento reggino allo Zanni nella tipica espressione "Facc'i'Maccu" (Faccia di Macco) ancora in uso in città, che deriva dal personaggio Maccus, il servo sciocco della commedia Plautina, molto simile al servo sciocco interpretato da molti Zanni della Commedia dell'Arte.

- Gurgolo, che vuol dire "bocca larga" o "grande bocca", un personaggio ingordo dotato di appetito insaziabile, ma soprattutto inteso in senso di spacconeria, un personaggio di molte parole e di pochi fatti.

Giangurgolo nacque, secondo la maggior parte degli studiosi, per soddisfare l'esigenza di mettere in ridicolo, caricaturando, i dominatori, considerati "inutili eroi" bravi soltanto con le chiacchiere, quei boriosi dediti alla gola, arroganti, millantatori e codardi che imitavano gli atteggiamenti di superiorità e tracotanti degli ufficiali spagnoli, irriverenti ed insolenti, presenti a quel tempo nel nostro Meridione. Giangurgolo era protagonista sui palcoscenici dei teatri sei e settecenteschi tanto quanto lo era in strada. Infatti in una incisione dell'abate Jean-Claude Richard de Saint-Non che descrive "i dintorni di Reggio" è chiaramente visibile una scena di commedia, un pezzo di teatro fatto per strada dove è protagonista Giangurgolo, uno Zanni con il lungo cappello e la spada.

## Il carattere
Dai suoi atteggiamenti, dal suo modo di parlare, Giangurgolo appare come il tipico signorotto ricco, gradasso, spaccone, spavaldo, come colui che esige rispetto senza darne in cambio dalle persone più umili e assumendo, di contro, davanti a chi può rappresentare un pericolo o una minaccia, atteggiamenti di riverenza e umiltà rasenti alla sottomissione e sempre ruffiani ed adulatori. 
Nell'approccio con le donne riesce a mettere da parte i suoi lati grotteschi facendo sfoggio di una erudizione barocca, artificiosa, finendo però sempre deriso e sbeffeggiato soprattutto a causa del suo aspetto fisico. Caratteristica divertente; dice così tante bugie che nel tempo ci crede anche lui.

## La figura
Giangurgolo, convenzionalmente, porta sul volto una maschera rossa arricchita da una naso di cartone, sul capo un cappello a forma di cono.Indossa un colletto alla spagnola arricciato, un corpetto a righe rosse e gialle, calzoni sempre rossi e gialli fin sotto il ginocchio, calze bianche o, ancora, rosse e gialle ed un cinturone al quale è appesa una lunga spada che usa reiteratamente con chi è più debole ma che resta puntualmente penzoloni di fronte a chi potrebbe suonargliele.

## Giangurgolo oggi
Recentemente la maschera di Giangurgolo è stata interpretata dall'attore catanzarese Enzo Colacino che l'ha impersonificata in manifestazioni e spettacoli in giro per l'Italia.
. L'attore di origine catanzarese Stefano Mauro ne propone invece una versione 'più aggressiva'  (un naso aquilino piuttosto che tondeggiante e l'attitudine spavalda e animalesca), rievocando così quella funzione satirica che era già insita nelle forme carnascialesche di tutte le maschere, chiamate a rappresentare il vizio conclamato e incarnato che aveva dato vita ai personaggi del teatro rinascimentale: la Commedia dell'arte. Tale ricerca attoriale, viene sviluppata nell'intendo di recuperare quella rappresentatività perduta nel passaggio dal ruolo fisso di Capitano di commedia del XVII secolo, alle più addolcite funzioni sceniche alla maschera attribuite nel XVIII secolo, nel contesto del teatro della corte di Napoli. Una statua raffigurante Giangurgolo si trova oggi posizionata all'ingresso del Teatro Grandinetti, opera dello scultore Maurizio Carnevali.